# Cynanchum bifidum
Cynanchum bifidum là một loài thực vật có hoa trong họ La bố ma. Loài này được Liede & Meve mô tả khoa học đầu tiên năm 1997.